# Szojuz–35
A Szojuz–35 (oroszul: Союз–35) a szovjet Szojuz 7K–T űrhajó repülése volt, melynek során a negyedik állandó személyzetet szállították a Szaljut–6 űrállomásra.

## Küldetés
Fő feladatuk az űrállomás karbantartása, javítása, valamint az előírt navigációs, csillagászati, műszaki, légkörkutatási, földfotózási, földmegfigyelési, orvosi és biológiai kutatási program folytatása. Az Interkozmosz-program keretében látogatók fogadása, illetve a Progressz űrhajók szállítmányainak átvétele, hulladékkal történő feltöltése, leválasztása.

## Jellemzői
1980. április 9-én a bajkonuri űrrepülőtér indítóállomásról egy Szojuz hordozórakéta (11А511U) juttatta Föld körüli, közeli körpályára. Az orbitális egység pályája 88,8 perces, 51,6 fokos hajlásszögű, elliptikus pálya-perigeuma 198 kilométer, apogeuma 260 kilométer volt. Hasznos tömege 6800 kilogramm. Szerkezeti felépítését tekintve a Szojuz űrhajó napelemtáblák nélküli változatával megegyező. Akkumulátorait az űrállomás napelemtáblái által előállított energiával tartották üzemkész állapotban. Összesen 55 napot, 1 órát, 28 percet és 1 másodpercet töltött a világűrben, 2917 alkalommal kerülte meg a Földet.
Április 10-én 16 óra 16 perckor kapcsolódott a Szaljut–6 I. számú dokkolójával. Az ellenőrzések elvégzését követően átszálltak az űrállomásra. Kipakolták a Progresz–8, majd fogadva a Progresz–9 űrhajót. Május 27-én fogadták a Szojuz–36 űrhajót, benne az első magyar űrhajóst, Farkas Bertalant. A visszatérés érdekében kicserélték a személyes berendezéseket (szkafanderek, ülések, fedélzeti napló).
Június 3-án belépett a légkörbe, a visszatérés hagyományos módon – ejtőernyős leereszkedés – történt, Zsezkazgantól 140 kilométerre délkeletre értek Földet.

## Személyzet

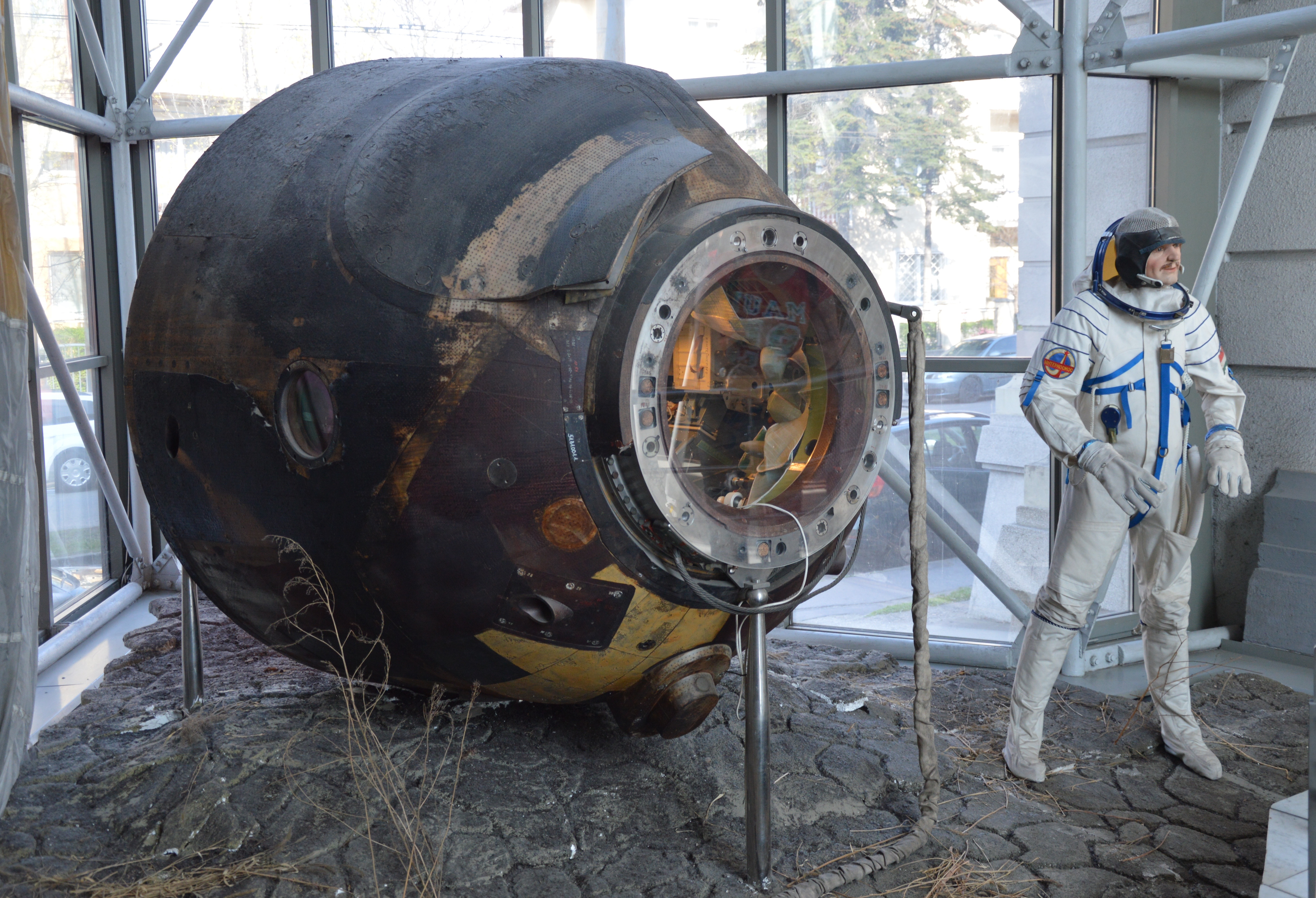
A Szojuz–35 visszatérő kabinja a Közlekedési Múzeumban

(zárójelben a küldetések száma a Szojuz-35-tel együtt)

### Indításkor
- Leonyid Ivanovics Popov (1)
- Valerij Viktorovics Rjumin (3)

### Leszálláskor
- Valerij Nyikolajevics Kubaszov (3)
- Farkas Bertalan (1)

## Külső hivatkozások
- Szojuz–35. lib.cas.cz. [2013. október 13-i dátummal az eredetiből archiválva]. (Hozzáférés: 2013. március 16.)
- Szojuz–35. energia.ru. [2020. október 1-i dátummal az eredetiből archiválva]. (Hozzáférés: 2013. március 16.)
- Szojuz–35. spacefacts.de. (Hozzáférés: 2013. március 16.)
- Szojuz–35. kursknet.ru. [2011. december 23-i dátummal az eredetiből archiválva]. (Hozzáférés: 2013. március 16.)
- Szojuz–35. zarya.info. [2012. november 24-i dátummal az eredetiből archiválva]. (Hozzáférés: 2013. március 16.)
- Szojuz–35. reality.hu. [2010. november 7-i dátummal az A Szojuz 7K-T visszatérő modul eredetiből archiválva]. (Hozzáférés: 2013. március 16.)

| Elődje: Szojuz T–1 | Szojuz-program 1967–1981 | Utódja: Szojuz–36 |